# Tavleliden
Tavleliden är ett bostadsområde i stadsdelen Tomtebo i Umeå, Umeå kommun. 
Bostadsområdet, som ligger cirka 7 kilometer från Umeå centrum, sydöst om Nydalasjön, började bebyggas 2008. Området innehåller uteslutande småhusbebyggelse. Topografin utgörs av relativt jämn sluttande mark från Täfteåvägen ner mot området med en nord-sydlig sänka i mitten. 

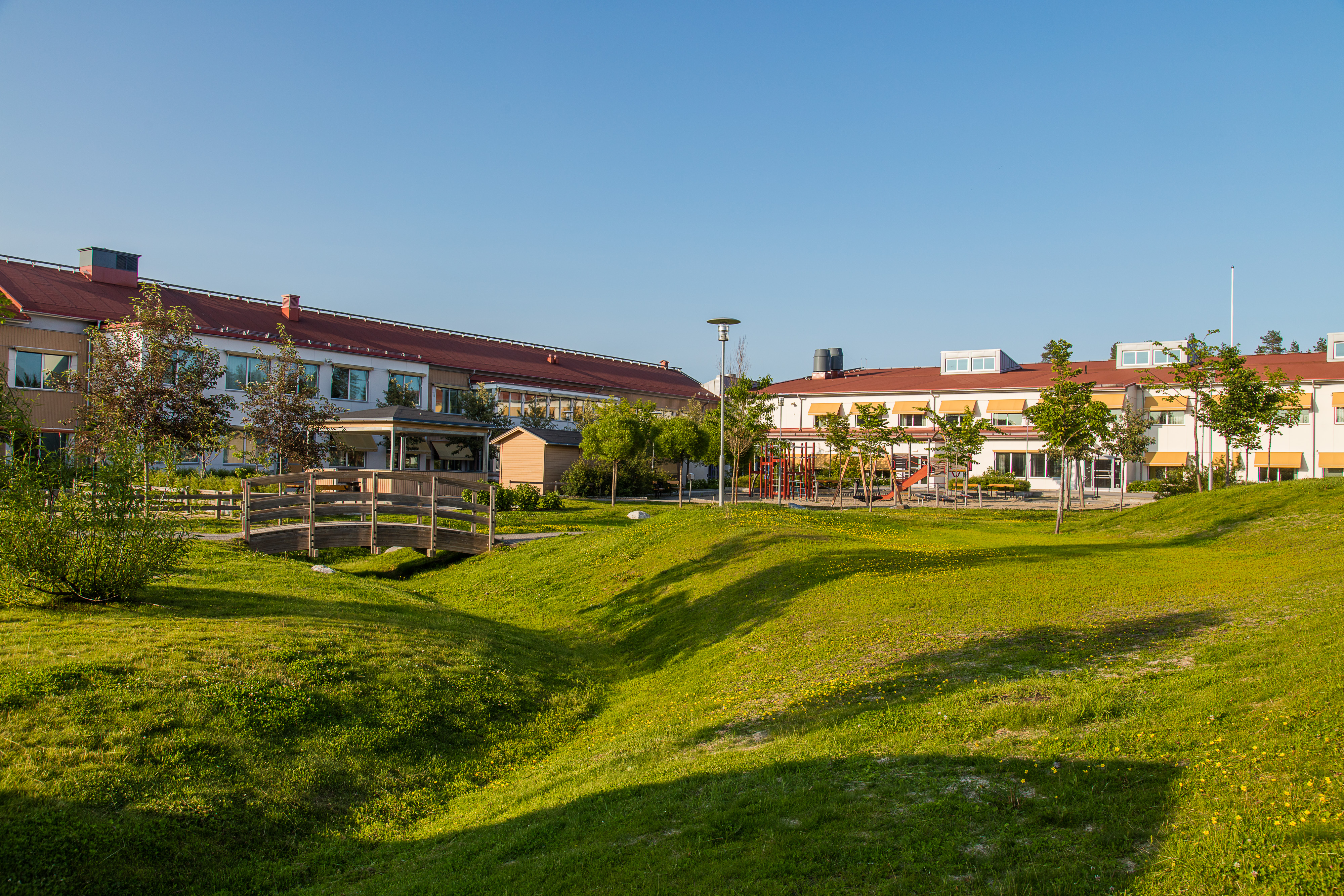
Sjöfruskolan på Tomtebo, nordväst om Tavleliden.

Namnets förled skall återknyta till den tidigare namnformen av den närbelägna Nydalasjöns, som tidigare hette Tavlejön, och markera områdets närhet till både Innertavle och Yttertavle byar. Namnets efterled syftar på områdets delvisa topografiska särdrag.
Bebyggelsen i området klassas av SCB som en del av tätorten Umeå med undantag av 2015 och 2018 då den klassades som en separat tätort av SCB namnsatt till Tomtebo.